# Gropello Cairoli
Gropello Cairoli är en ort och kommun i provinsen Pavia i regionen Lombardiet i Italien. Kommunen hade 4 454 invånare (2018).